# Tupolev Tu-104
Il Tupolev Tu-104 (in caratteri cirillici Туполев Ту-104, nome in codice NATO Camel) era un bimotore di linea a getto a medio raggio progettato dall'OKB 156 diretto da Andrej Nikolaevič Tupolev e sviluppato in Unione Sovietica nella seconda parte degli anni cinquanta.
Dopo il britannico de Havilland Comet ed il canadese Avro Jetliner, il Tu-104 è stato il terzo aereo di linea con propulsione a turbogetto a volare ed il primo ad effettuare regolarmente voli di linea. Conosciuto in occidente col suo nomignolo NATO, fu mostrato al di qua della cortina di ferro durante una visita di stato nel 1956 a Londra, lasciando stupefatti gli osservatori occidentali.

## Storia del progetto
All'inizio degli anni cinquanta, a causa delle mutate esigenze che in Unione Sovietica vedeva crescere la richiesta di trasporto aereo dalla fine della seconda guerra mondiale, la compagnia aerea di bandiera Aeroflot decise di emettere delle specifiche per la fornitura di nuovi velivoli da utilizzare sulle proprie rotte di linea che, per aumentare la produttività delle stesse, fossero in grado di trasportare un numero maggiore di passeggeri e con migliori prestazioni complessive di quanto non fosse possibile coi modelli del tempo. In quest'ottica era oramai evidente che la tecnologia utilizzata nel motorizzare i velivoli militari e basata sui motori a turbina stava raggiungendo l'efficienza e l'affidabilità necessaria per essere trasferita anche in campo civile, riuscendo così ad abbandonare i tradizionali motori a combustione interna.
Le specifiche furono soddisfatte dalla Tupolev, che basò il progetto del nuovo aereo sul bombardiere strategico Tu-16 "Badger". Le ali, i motori, la superficie di coda del Tu-16 furono tenute in considerazione nel nuovo progetto, ma fu anche introdotta una fusoliera pressurizzata in grado di contenere 50 passeggeri.
Il primo volo del primo Tu-104 di serie avvenne il 6 novembre 1955 presso Charkiv nell'allora Repubblica Socialista Sovietica Ucraina parte integrante dell'URSS.
Furono costruiti circa 200 esemplari. Il Tu-104 rimase in servizio presso l'Aeroflot fino al 1981. Alcuni esemplari vennero acquistati dalla compagnia cecoslovacca CSA Czechoslovak Airlines.
Dopo la dismissione dall'uso di aereo di linea, alcuni Tu-104 furono trasferiti al servizio dell'aviazione militare sovietica come trasporto di personale e vettore per l'addestramento degli astronauti all'assenza di gravità.

## Versioni
- Tu-104: versione iniziale per 50 passeggeri.
- Tu-104A: la definitiva versione di produzione, poteva trasportare 70 passeggeri. I motori Mikulin erano stati potenziati rispetto alla versione precedente.
  - Tu-104D: simile al Tu-104A permetteva il trasporto di 85 passeggeri.
  - Tu-104V: sempre il Tu-104A adattato per 100 passeggeri
- Tu-104B: versione allungata con nuovi motori (Mikulin AM-3M-500 turbojets) per 100 passeggeri.
- Tu-104E: versione per il conseguimento di record.
- Tu-110: prototipo a 4 motori.

## Utilizzatori

### Civili
Cecoslovacchia
- ČSA Czechoslovak Airlines - sei velivoli.

 Unione Sovietica
- Aeroflot

### Militari
Unione Sovietica
- Voenno-vozdušnye sily

## Curiosità
- Per il film russo-cecoslovacco del 1975 Avventura al circo di Mosca un Tupolev Tu-104 fu ridipinto con la livrea Alitalia (senza l'autorizzazione della compagnia aerea), perché in una scena del film alcuni protagonisti dovevano scendere da un aereo Alitalia. Fu usato un Tu-104 ridipinto poiché i costi per affittare un aereo Alitalia (in particolare i produttori volevano usare un Douglas DC-8 della compagnia aerea) erano troppo elevati. Attualmente l'aereo si trova al Zruc Air Park a Nord di Plzeň.[3]